# Riga Mustapha
Rahamat Riga Mustapha (Accra, 1981. október 10.) holland labdarúgó. Szélsőként és csatárként is bevethető.

## Pályafutása

### Hollandia
Riga Hollandiában kezdte meg profi pályafutását, 1998-ban, a Vitesse csapatánál. 2003-ig maradt a sárga-feketéknél, közben egy rövid időre kölcsönadták a Roosendaalnak. Ezután a Sparta Rotterdamhoz igazolt, ahol két szezont töltött el és 26 bajnoki gólt szerzett.

### Levante UD
2005-ben Riga a spanyol Levantéhez igazolt. Első ottani szezonjában 11 gólt szerzett, amivel nagyban hozzájárult, hogy a valenciaiak visszajutottak az élvonalba. A 2006/07-es és a 2007/08-as idényben is ő lett a csapat gólkirálya. Gyorsasága miatt a gárda szurkolói ráragasztották a "Golyó" becenevet.

### Bolton Wanderers FC
2008. július 28-án a Bolton Wanderershez igazolt. Augusztus 2-án, egy Chorley elleni barátságos meccsen debütált új csapatában, és gólt is szerzett. A Premier League-ben augusztus 23-án, a Newcastle United ellen mutatkozott be.

## Külső hivatkozások
- Riga Mustapha pályafutásának statisztikái a Soccerbase oldalon (angolul)

- Riga Mustapha adatlapja a vl.nl-en

## Fordítás
- Ez a szócikk részben vagy egészben  a   Riga Mustapha című angol Wikipédia-szócikk fordításán alapul.  Az eredeti cikk szerkesztőit annak laptörténete sorolja fel. Ez a jelzés csupán a megfogalmazás eredetét és a szerzői jogokat jelzi, nem szolgál a cikkben szereplő információk forrásmegjelöléseként.